# Juan Diego (actor)
Juan Diego Ruiz Moreno (Bormujos, Sevilla, 14 de diciembre de 1942-Madrid, 28 de abril de 2022) fue un actor español. En su larga trayectoria en las artes escénicas, destacan el Goya al mejor actor y la Concha de Plata en el Festival Internacional de Cine de San Sebastián por Vete de mí.

## Biografía
Contaba que en Bormujos pasó una infancia feliz y completamente normal, huyendo de los policías municipales cuando el balón con el que jugaba al fútbol con sus amigos se estrellaba en el aparador del Ayuntamiento, y aprendiendo a conocer y reconocer las tipologías de la gente sencilla del medio rural. Aunque siempre se sintió identificado con su pueblo, de joven decidió estudiar en Sevilla para evitar dedicarse a las faenas del campo.
Su temprana vocación interpretativa cobró forma en 1957, cuando se subió por primera vez a un escenario. Tres años más tarde en Sevilla, interpretó Esperando a Godot, de Samuel Beckett, un trabajo polémico que cimentó su prestigio entre la crítica. Amplió su formación en el Conservatorio de Música y Declamación, estudios que le permitieron entrar en contacto con Televisión Española (TVE). Intervino en una gran cantidad de programas de la televisión estatal entre telenovelas, producciones dramáticas y el por entonces popular Estudio 1. Esta experiencia le permitió conocer a fondo las tablas y familiarizarse con los estamentos de la profesión.
También desde muy joven tomó conciencia política y se acercó al Frente de Estudiantes Sindicalistas, que era la rama juvenil del falangismo disidente (que daría origen a Falange Española Independiente). Pero posteriormente, como otros militantes de ese entorno, acabaría derivando hacia una militancia en el entonces clandestino Partido Comunista de España (PCE). En 1975 fue uno de los cabecillas de la huelga de actores que reivindicaba la reducción de la jornada laboral para los intérpretes teatrales.
En 1975 Juan Diego apareció junto a Ana Belén en la polémica película La criatura, de Eloy de la Iglesia, con quien ya había colaborado en Algo amargo en la boca (1969), y participó en el primer filme de Francisco Rodríguez, La casa grande, película que participó en el Festival Internacional de Cine de Berlín. Para entonces, Juan Diego ya era algo conocido en el extranjero, pues en 1970 había participado en el filme de Ettore Scola El demonio de los celos, protagonizado por Marcello Mastroianni y Monica Vitti.
En la década siguiente intervino en Los santos inocentes (Mario Camus, 1984). Fue entonces cuando consolidó su carrera en el cine. En efecto, en 1986 participó en El viaje a ninguna parte, la crónica de Fernando Fernán Gómez sobre un mundo en el que ya no tendrían lugar los antiguos cómicos, y Dragon Rapide, en la que Juan Diego encarnó a un Francisco Franco a punto de incorporarse al Bando Nacional. Por su interpretación en esta última recibió la primera de sus nueve candidaturas a los Premios Goya, seguida por la alcanzada por su papel de san Juan de la Cruz en la película de Carlos Saura La noche oscura (1989) y el intrigante capuchino de El rey pasmado (1991), que le vale su primera estatuilla.
A mediados de la década disminuyó su actividad cinematográfica y se centró en su carrera teatral. Por esa época estrenó El lector por horas, en la que compartía el escenario con Jordi Dauder y Clara Sanchis.
En 1999 se produjo su regreso al cine con París-Tombuctú, en la que Juan Diego dio vida a un anarquista que andaba desnudo por las calles del pueblo. Asunción Balaguer y Liberto Rabal anunciaron que el intérprete había ganado su segundo Premio Goya a la mejor interpretación masculina de reparto. Luis García Berlanga recogió el cabezón en su nombre, agradeciéndole ser el único actor que tuvo las pelotas de salir en pelotas.
En 2000 repitió candidatura por You're the One (una historia de entonces), de José Luis Garci, en la que Juan Diego interpretó a un cura que no creía en su ministerio, que se mostraba desengañado de la vida y que pese a su ideología confesaba admirar a Pablo Picasso. En ese mismo año Miguel Hermoso le encomendó un rol pequeño pero vital en Fugitivas, protagonizada por Laia Marull. Por esas fechas nació su hijo pequeño, Diego.
En 2002, Juan Diego regresó a la televisión para ponerse bajo las órdenes de Benito Zambrano en Padre coraje, papel por el que obtuvo el premio de la Unión de Actores en cuya gala los candidatos gritaron al unísono No a la guerra, que rechazaba la decisión de George W. Bush de iniciar la guerra de Irak. El propio Juan Diego había leído manifiestos en la Puerta del Sol acompañado de María Barranco y Juan Diego Botto, llegando incluso a atender en el escenario a un manifestante herido por la policía. Ese 2003 terminó con el rodaje de Torremolinos 73, de Pablo Berger, en la que Juan Diego se puso en la piel de un productor de películas porno amateur explotador que había padecido en sus propias carnes las deficiencias económicas del desarrollismo. Poco después el actor engarzó la filmación de El séptimo día (2003), donde se convirtió en uno de los responsables de la matanza de Puerto Hurraco, con la filmación de La vida que te espera, dirigida por Manuel Gutiérrez Aragón.
En 2005 comienza la exitosa y popular serie Los hombres de Paco (que dejó de emitirse en 2010), donde actuó junto con los actores Paco Tous, Pepón Nieto, Hugo Silva y Adriana Ozores, entre otros. Su personaje, el comisario don Lorenzo, fue uno de los más populares de la comedia de Antena 3, siendo muy famosa su coletilla mis santos cojones.

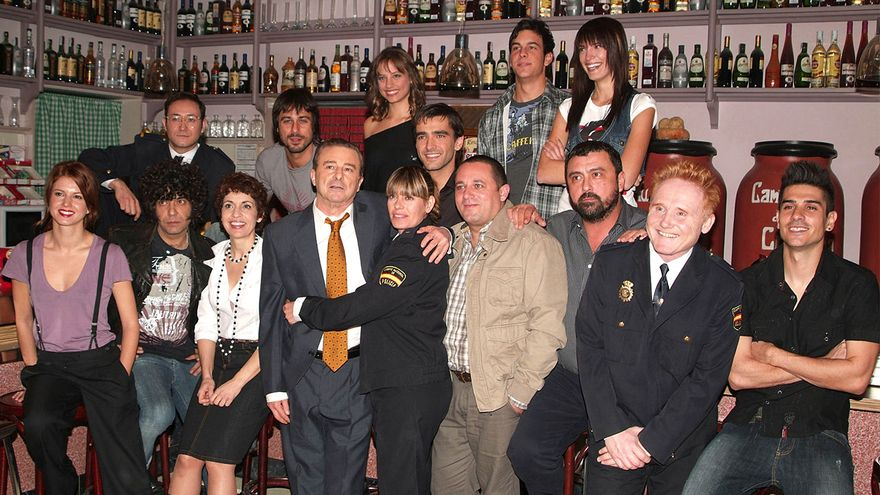
Juan Diego y el resto del reparto de la serie Los hombres de Paco.

En 2006 compartió protagonismo con Ángela Molina en El triunfo, de Mireia Ros, y con Juan Diego Botto en Vete de mí, de Víctor García León. En la XXI edición de los Premios Goya obtuvo por fin su primera distinción como mejor actor principal por su papel en Vete de mí. En el filme interpretaba el rol de Santiago, un actor cincuentón venido a menos que se ve obligado a alojar en su casa a su hijo treintañero (Juan Diego Botto).
En 2008 protagonizó la película Casual Day, compaginando el rodaje con la grabación de la serie Los hombres de Paco.
En 2010, tras finalizar la serie de Los hombres de Paco, sigue interviniendo en cine con la comedia Que se mueran los feos, de Nacho G. Velilla, y la película sobre la vida de Lope de Vega Lope, de Andrucha Waddington.
En 2011 continúa con sus trabajos en cine, siendo el más destacado su interpretación del general Alfonso Armada en la película 23-F: la película, que le vale una nueva candidatura a los Goya. Al año siguiente regresa de nuevo a la televisión con la serie Toledo, cruce de destinos, interpretando a Alfonso X de Castilla conocido también como el Sabio.
En 2012 estrena Todo es silencio, de José Luis Cuerda, largometraje centrado en el narcotráfico en Galicia y estrenado en la Semana Internacional de Cine de Valladolid 2012, y rueda Anochece en la India, road movie, dirigida por Chema Rodríguez, estrenada en 2014 y por la que gana por tercera vez el premio al mejor actor del Festival de Málaga.
En noviembre de 2012 estrena en teatro el monólogo La lengua madre, escrito por Juan José Millás, con el que inicia una gira por toda España durante 2013 y 2014.

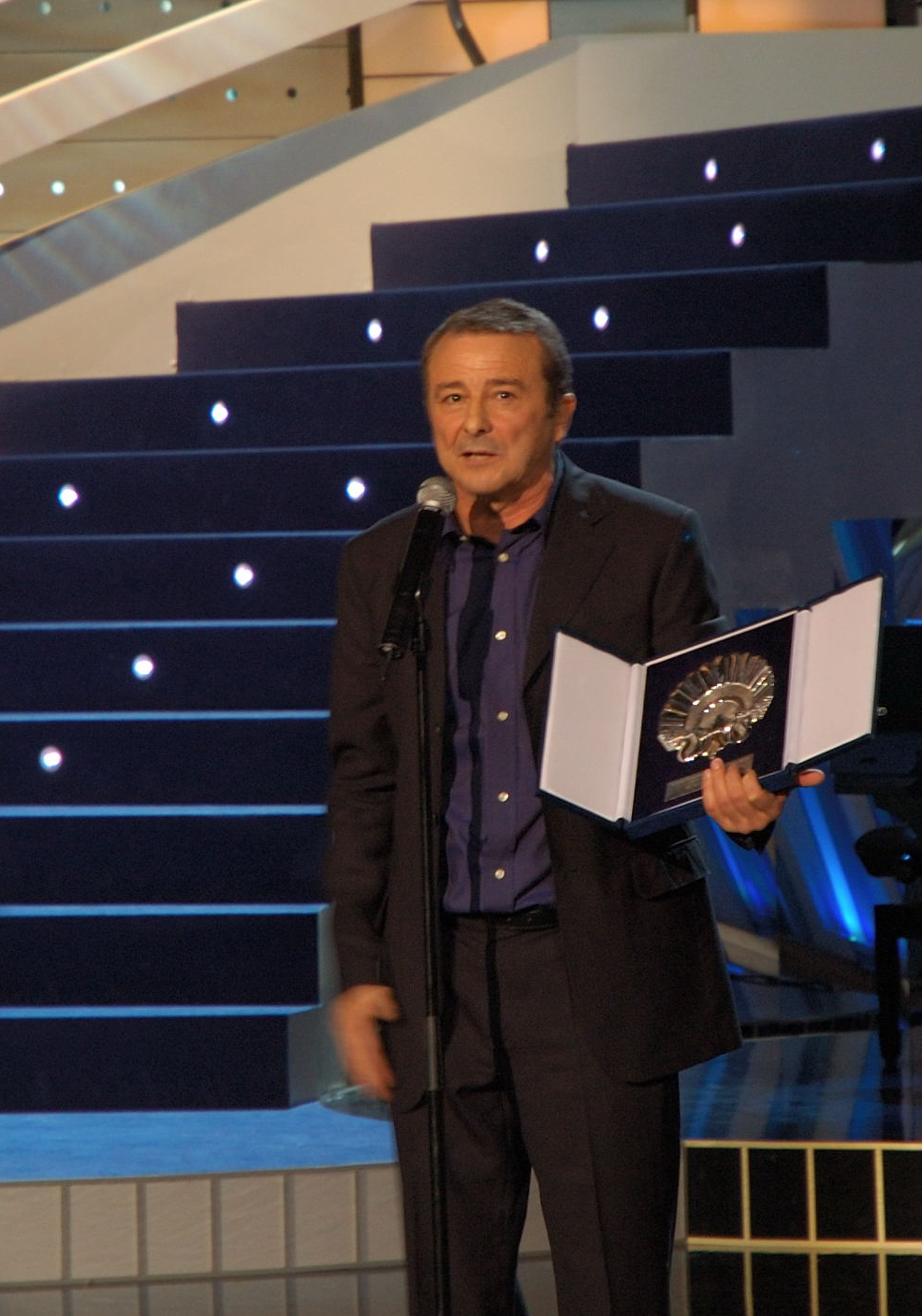
Juan Diego recogiendo la Concha de Plata al mejor actor en el Festival de Cine de San Sebastián de 2006.

En octubre de 2013, el diario La Vanguardia publicó una carta a favor de la independencia de Cataluña escrita por una persona que firmaba como Juan Diego y era de la localidad madrileña de Valdemoro. Diversas páginas web se hicieron eco de la carta abierta y atribuyeron su autoría al actor Juan Diego. Con motivo de la representación de la obra La lengua madre en Pamplona, el 18 de enero de 2014 el Diario de Navarra entrevistaba al actor y destacaba el texto con el titular "La carta sobre Cataluña que nunca escribió". El actor declaraba: "Yo no he escrito ninguna carta de ningún tipo de independentismo. La firma Juan Diego, pero ese no soy yo, porque cuando yo escribo una carta soy Juan Diego Ruiz Moreno. Tenía ganas de decir que es una mentira falaz". Señaló que no iba a hacer nada por desmentirlo porque "es meterte en una rueda de mentiras, y no". "A alguien que le gustó mucho esa carta la cogió y puso en mi boca toda la grande y maravillosa consecuencia de qué es la independencia para Cataluña. Creo que tiene mucha importancia que se sepa que yo no soy el autor". Finalmente, en enero de 2018, un periódico digital catalán publicaba una rectificación al respecto y el actor emitía un comunicado en El País para desmentir públicamente su autoría sobre la carta.
De cara a las elecciones municipales de 2015 en Torrelodones, municipio en el que residía, firmó el documento titulado «Llamamiento de candidatura de confluencia ciudadana en Torrelodones», que pedía el voto para Confluencia Ciudadana.[cita requerida] En 2018 fue nombrado hijo adoptivo de Sevilla.
Falleció el 28 de abril de 2022 tras una larga enfermedad.

## Filmografía parcial

### Cine
| Año  | Película                                        | Director                       | Personaje                  |
| ---- | ----------------------------------------------- | ------------------------------ | -------------------------- |
| 2021 | El Cover                                        | Secun de la Rosa               | Daniel "El Guitarras"      |
| 2019 | A pesar de todo                                 | Gabriela Tagliavini            | Pedro                      |
| 2016 | No sé decir adiós                               | Lino Escalera                  | José Luis                  |
| 2014 | Anochece en la India                            | Chema Rodríguez                | Ricardo                    |
| 2012 | Todo es silencio                                | José Luis Cuerda               | Mariscal                   |
| 2012 | 30 años de oscuridad                            | Manuel H. Martín               | Manuel Cortés              |
| 2012 | Insensibles                                     | Juan Carlos Medina             | Adán Martel                |
| 2011 | 23-F: la película                               | Chema de la Peña               | Alfonso Armada             |
| 2010 | Lope                                            | Andrucha Waddington            | Jerónimo Velázquez         |
| 2010 | Que se mueran los feos                          | Nacho G. Velilla               | Auxilio                    |
| 2009 | Rosa y negro (Rose et noir)                     | Gérard Jugnot                  | Poveda                     |
| 2007 | Casual Day                                      | Max Lemcke                     | José Antonio               |
| 2007 | Fuerte Apache                                   | Jaume Mateu Adrover            | Toni Darder                |
| 2006 | Vete de mí                                      | Víctor García León             | Santiago                   |
| 2006 | El camino de los ingleses                       | Antonio Banderas               | Don Alfredo                |
| 2006 | Remake                                          | Roger Gual                     | Damián                     |
| 2006 | El triunfo                                      | Mireia Ros                     | Gandhi                     |
| 2006 | Pobre juventud                                  | Miguel Jiménez                 | Padre de Loren             |
| 2004 | María querida                                   | José Luis García Sánchez       | Luis                       |
| 2004 | El séptimo día                                  | Carlos Saura                   | Antonio Fuentes            |
| 2004 | Noviembre                                       | Achero Mañas                   | Pedro                      |
| 2004 | Torapia                                         | Karra Elejalde                 | Rufino                     |
| 2004 | La vida que te espera                           | Manuel Gutiérrez Aragón        | Gildo                      |
| 2003 | Torremolinos 73                                 | Pablo Berger                   | Don Carlos                 |
| 2003 | Una pasión singular                             | Antonio Gonzalo                | Alejandro                  |
| 2002 | La virgen de la lujuria                         | Arturo Ripstein                | Gimeno                     |
| 2002 | Smoking Room                                    | Roger Gual Julio D. Wallovits  | Sotomayor                  |
| 2000 | Fugitivas                                       | Miguel Hermoso                 | Raimundo                   |
| 2000 | You're the One (una historia de entonces)       | José Luis Garci                | Don Matias                 |
| 1999 | El invierno de las anjanas                      | Pedro Telecha                  | Germán                     |
| 1999 | París-Tombuctú                                  | Luis García Berlanga           | Boronat                    |
| 1999 | Entre las piernas                               | Manuel Gómez Pereira           | Jareno                     |
| 1998 | Yerma                                           | Pilar Távora                   | Juan                       |
| 1997 | La novia de la media noche                      | Antonio Simón                  | Dr. Adrián Pastor          |
| 1993 | Tirano Banderas                                 | José Luis García Sánchez       | Nacho Veguillas            |
| 1992 | El beso del sueño                               | Rafael Moreno Alba             | Salvatierra                |
| 1992 | Jamón, jamón                                    | Bigas Luna                     | El padre                   |
| 1991 | El rey pasmado                                  | Imanol Uribe                   | Padre Villaescusa          |
| 1991 | Martes de Carnaval                              | Fernando Bauluz Pedro Carvajal | Editor                     |
| 1991 | La noche más larga                              | José Luis García Sánchez       | Menéndez                   |
| 1991 | Cabeza de Vaca                                  | Nicolás Echevarría             | Álvar Núñez Cabeza de Vaca |
| 1989 | La noche oscura                                 | Carlos Saura                   | San Juan de la Cruz        |
| 1988 | Pasodoble                                       | José Luis García Sánchez       | Juan Luis                  |
| 1987 | Jarrapellejos                                   | Antonio Giménez-Rico           | Saturnino                  |
| 1987 | Laura, del cielo llega la noche                 | Gonzalo Herralde               | Tomás                      |
| 1987 | Los negros también comen                        | Mario Ferreri                  | Diego Ramírez              |
| 1986 | El hermano bastardo de Dios                     | Benito Rabal                   | Omar Hazim                 |
| 1986 | Dragon Rapide                                   | Jaime Camino                   | General Franco             |
| 1986 | El viaje a ninguna parte                        | Fernando Fernán Gómez          | Sergio Maldonado           |
| 1985 | Los paraísos perdidos                           | Basilio Martín Patino          | Ministro                   |
| 1985 | De tripas corazón                               | Julio Sánchez Valdés           | Jaime Vera                 |
| 1984 | Los santos inocentes                            | Mario Camus                    | Señorito Iván              |
| 1977 | La criatura                                     | Eloy de la Iglesia             | Marcos                     |
| 1976 | Colorín colorado                                | José Luis García Sánchez       | Fernando                   |
| 1975 | El Love Feroz o Cuando los hijos juegan al amor | José Luis García Sánchez       | Invitado al bautizo        |
| 1975 | Largo retorno                                   | Pedro Lazaga                   | Doctor Aguirre             |
| 1970 | El demonio de los celos                         | Ettore Scola                   | Hijo de Antonia            |
| 1969 | Algo amargo en la boca                          | Eloy de la Iglesia             | César                      |
| 1966 | Fantasía... 3                                   | Eloy de la Iglesia             | Tomasín                    |

### Televisión
- Mi hijo y yo (1962-1963)
  - La pradera de San Isidro (24 de mayo de 1963)
  - Malvaloca (21 de junio de 1963)
  - Mis muchachos (17 de julio de 1963)
  - 15 de marzo de 1964
- Teatro de familia
  - Eloísa está debajo de un almendro (8 de abril de 1964)
  - El inspector (29 de junio de 1964)
  - Los maletillas (7 de octubre de 1964)
- Primera fila
  - Plaza de Oriente (18 de noviembre de 1964)
- Tragedias de la vida vulgar (1964-1965)
- Novela
  - La boda de la chica (23 de febrero de 1966)
  - Semana de pasión (30 de marzo de 1966)
  - Hania (13 de junio de 1966)
  - Las Indias negras (25 de julio de 1966)
  - Primavera en el parque (6 de agosto de 1966)
  - La marquesa (29 de agosto de 1966)
  - El caballo (11 de octubre de 1966)
  - Cuando las nubes cambian de nariz (26 de octubre de 1966)
  - El muerto (6 de diciembre de 1966)
- Los encuentros
  - Doscientas pesetas (18 de diciembre de 1966)
  - París... Oh la, la (25 de diciembre de 1966)
- Habitación 508
  - La huida (17 de enero de 1967)
- Telecomedia de humor
  - Esto es vida (20 de febrero de 1967)
- Historias de hoy
  - La verdad sospechosa (6 de abril de 1967)
  - Cincuenta mil pesetas (24 de julio de 1967)
  - El pobrecito embustero (28 de agosto de 1967)
  - Error judicial (9 de septiembre de 1967)
- Estudio 1
  - El abanico de Lady Windermere (2 de noviembre de 1967)
  - María Tudor (15 de diciembre de 1967)
  - En vano (22 de enero de 1968)
  - La pareja (11 de junio de 1968)
  - Don Juan Tenorio (5 de noviembre de 1968)
  - La herida (10 de enero de 1969)
- Teatro de siempre
  - Es mi hombre (7 de marzo de 1969)
  - La señorita de Trevélez (17 de abril de 1969)
  - Ciencias exactas (25 de abril de 1969)
  - Los chorros del oro (30 de mayo de 1969)
  - Compañerismos (8 de junio de 1969)
  - El puesto de antiquités de Baldomero Pagés (27 de junio de 1969)
  - Qué solo me dejas (18 de julio de 1969)
- Pequeño estudio
  - Cabeza de estopa (10 de noviembre de 1969)
  - La familia Martí (27 de abril de 1970)
  - El francés a su alcance (30 de octubre de 1970)
  - A todas o a ninguna (10 de noviembre de 1970)
- Hora once
  - Consultorio sentimental (25 de enero de 1971)
  - Para ti es el mundo (5 de marzo de 1971)
  - No hay mayor dolor que ser pobre después de señor (25 de marzo de 1971)
- Páginas sueltas
  - La Marquesa de O (5 de abril de 1971)
  - Una estatua en el valle (29 de abril de 1971)
  - La enemiga (24 de septiembre de 1971)
  - Géminis (10 de noviembre de 1971)
  - Retablo de las mocedades del Cid (3 de diciembre de 1971)
  - Virgo (15 de diciembre de 1971)
  - Acuario (1 de enero de 1972)
- Del dicho al hecho
  - Persuasión (14 de febrero de 1972)
  - Los blancos dientes del perro (25 de febrero de 1972)
  - Los desterrados de Poker Flat (26 de febrero de 1972)
  - Los Nickleby (10 de abril de 1972)
  - Las hijas del Cid (11 de agosto de 1972)
  - Muerte de un viajante (10 de noviembre de 1972)
  - La escuela de los maridos (26 de febrero de 1973)
- La risa española
- Suspiros de España (1974)
- Las doce caras de Eva
  - Los bandidos (15 de marzo de 1974)
  - Capítulo 7: De los sucesos que presenció Lucas una agitada noche en casa de un doctor (25 de diciembre de 1974)
- Cuentopos (1974-1975)
- El pícaro
  - El Okapi (19 de mayo de 1975)
  - Anna Christie (15 de marzo de 1976)
  - Las palmeras de cartón (25 de abril de 1977)
  - Orestes (14 de noviembre de 1977)
  - Los comuneros (8 de junio de 1978)
  - La casa de las siete buhardillas (19 de junio de 1978)
- Fernández, punto y coma
  - El enfermo imaginario (15 de octubre de 1979)
- Dichoso mundo
  - Maruja (16 de mayo de 1980)
  - La marquesa Rosalinda (26 de marzo de 1981)
  - La última vedette (5 de abril de 1981)
  - Los semi-dioses (25 de junio de 1981)
- Teatro breve
  - 21 de agosto de 1981
- Teatro estudio
  - Asesinato entre amigos (14 de febrero de 1984)
- El actor y sus personajes
- Segunda enseñanza (1986)
- La Comedia
  - Jardines en el cielo (4 de noviembre de 1986)
- Los ladrones van a la oficina (1993)
- Turno de oficio
- Historias de la mili (1994)
- Padre coraje (2002)
  - Casa de muñecas (3 de enero de 2002)
- Los hombres de Paco (2005-2010/2021)
  - La hija del capitán (5 de mayo de 2008)
  - Las galas del difunto (8 de julio de 2008)
  - Los cuernos de don Friolera (15 de julio de 2008)
- Toledo, cruce de destinos (2012)
- Martes de Carnaval

## Teatro
- Pecados conyugales (1966).
- Esperando a Godot (1966).
- Primavera en la Plaza de París (1968).
- Olvida los tambores (1970).
- Llegada de los dioses (1971).
- Los cuernos de don Friolera (1976).[10]
- La detonación (1977).
- Orestes (1977).
- Noche de guerra en el Museo del Prado (1978).
- Petra regalada (1980).
- El beso de la mujer araña (1981).
- Yo me bajo en la próxima, ¿y usted? (1982).
- Pluto o la comedia de los pobres ricos (1983).
- Ivanov (1983).
- Don Juan Tenorio (1984).
- No hay camino al paraíso, nena (1992).
- Hipólito (1995).
- El lector por horas (1999).
- El pianista (2005).
- La lengua madre (2012-2014) - Teatro Español.
- Sueños y visiones de Ricardo III (2014) - Teatro Español.
- La gata sobre el tejado de zinc (2017).

## Premios y candidaturas

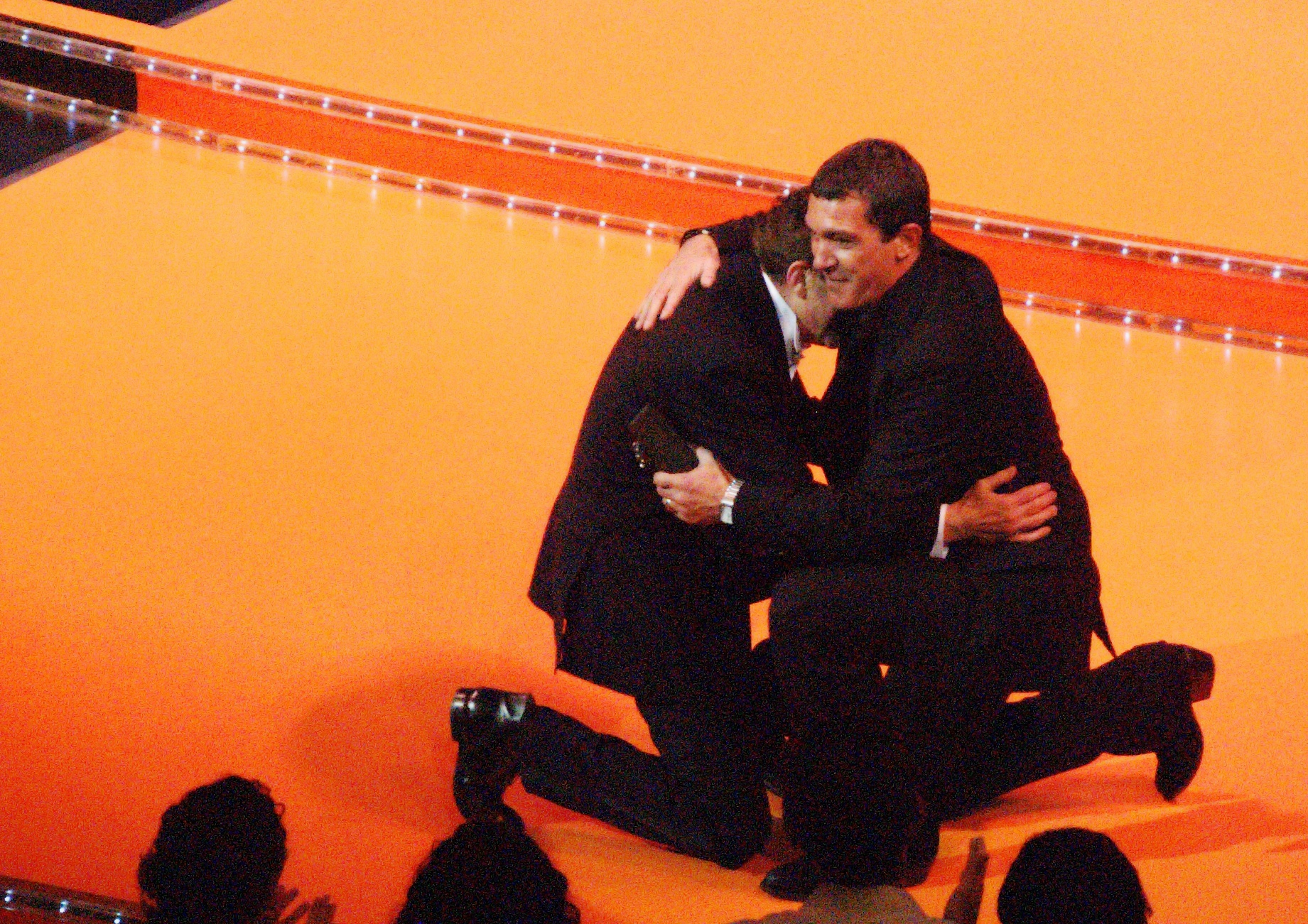
Juan Diego (izquierda) abrazando al actor Antonio Banderas durante la entrega de Premio Málaga del Festival de Málaga (2009).

Premios Goya
| Año  | Categoría                                   | Película                                  | Resultado |
| ---- | ------------------------------------------- | ----------------------------------------- | --------- |
| 1986 | Mejor interpretación masculina protagonista | Dragon Rapide                             | Nominado  |
| 1989 | Mejor interpretación masculina protagonista | La noche oscura                           | Nominado  |
| 1991 | Mejor interpretación masculina de reparto   | El rey pasmado                            | Ganador   |
| 1999 | Mejor interpretación masculina de reparto   | París-Tombuctú                            | Ganador   |
| 2000 | Mejor interpretación masculina de reparto   | You're the One (una historia de entonces) | Nominado  |
| 2003 | Mejor interpretación masculina de reparto   | Torremolinos 73                           | Nominado  |
| 2004 | Mejor interpretación masculina de reparto   | El séptimo día                            | Nominado  |
| 2006 | Mejor interpretación masculina protagonista | Vete de mí                                | Ganador   |
| 2011 | Mejor interpretación masculina de reparto   | 23-F: la película                         | Nominado  |

Premios Fotogramas de Plata
| Año  | Categoría                 | Película                                                           | Resultado |
| ---- | ------------------------- | ------------------------------------------------------------------ | --------- |
| 1986 | Mejor actor de cine       | Dragon Rapide El hermano bastardo de Dios El viaje a ninguna parte | Nominado  |
| 1988 | Mejor actor de cine       | Así como habían sido Jarrapellejos Pasodoble                       | Nominado  |
| 1991 | Mejor actor de cine       | El rey pasmado La noche más larga Martes de Carnaval               | Nominado  |
| 1999 | Mejor actor de teatro     | El lector por horas                                                | Nominado  |
| 2002 | Mejor actor de televisión | Padre coraje                                                       | Nominado  |
| 2005 | Mejor actor de teatro     | El pianista                                                        | Nominado  |
| 2006 | Mejor actor de cine       | Vete de mí                                                         | Ganador   |
| 2009 | Mejor actor de televisión | Los hombres de Paco                                                | Ganador   |
| 2013 | Toda una vida             | Toda una vida                                                      | Ganador   |

Premios de la Unión de Actores
| Año  | Categoría                                   | Película                       | Resultado |
| ---- | ------------------------------------------- | ------------------------------ | --------- |
| 1992 | Mejor interpretación protagonista de teatro | No hay camino al paraíso, nena | Ganador   |
| 2002 | Mejor actor protagonista de televisión      | Padre coraje                   | Ganador   |
| 2004 | Mejor actor secundario de cine              | El séptimo día                 | Nominado  |
| 2006 | Mejor actor protagonista de cine            | Vete de mí                     | Ganador   |
| 2010 | Mejor actor de reparto de cine              | Lope                           | Nominado  |

Medallas del Círculo de Escritores Cinematográficos
| Año  | Categoría              | Película       | Resultado |
| ---- | ---------------------- | -------------- | --------- |
| 2000 | Mejor actor secundario | Fugitivas      | Nominado  |
| 2004 | Mejor actor secundario | El séptimo día | Ganador   |
| 2006 | Mejor actor            | Vete de mí     | Nominado  |
| 2008 | Mejor actor            | Casual Day     | Ganador   |

Premios Turia
| Año  | Categoría   | Película                          | Resultado |
| ---- | ----------- | --------------------------------- | --------- |
| 1991 | Mejor actor | El rey pasmado La noche más larga | Ganador   |
| 1999 | Mejor actor | París-Tombuctú                    | Ganador   |

Premios ACE (Nueva York)
| Año  | Categoría              | Película       | Resultado |
| ---- | ---------------------- | -------------- | --------- |
| 1991 | Mejor actor de reparto | El rey pasmado | Ganador   |
| 1991 | Mejor actor            | Cabeza de Vaca | Ganador   |

Premios Iris de la Academia de las Ciencias y las Artes de Televisión de España
| Año  | Categoría                      | Película     | Resultado |
| ---- | ------------------------------ | ------------ | --------- |
| 2001 | Mejor interpretación masculina | Padre coraje | Ganador   |

Premios Max
| Año  | Categoría                | Película            | Resultado |
| ---- | ------------------------ | ------------------- | --------- |
| 2000 | Mejor actor protagonista | El lector por horas | Ganador   |

Festival Internacional de Cine de San Sebastián
| Año  | Categoría                      | Película   | Resultado |
| ---- | ------------------------------ | ---------- | --------- |
| 2006 | Concha de Plata al mejor actor | Vete de mí | Ganador   |

Festival de Málaga
| Año  | Categoría                                  | Película             | Resultado |
| ---- | ------------------------------------------ | -------------------- | --------- |
| 2002 | Biznaga de Plata al Mejor actor            | Smoking Room         | Ganador   |
| 2006 | Biznaga de Plata al Mejor actor            | El triunfo Remake    | Ganador   |
| 2009 | Premio Málaga                              | Premio Málaga        | Ganador   |
| 2014 | Biznaga de Plata al Mejor actor            | Anochece en la India | Ganador   |
| 2017 | Biznaga de Plata al Mejor actor de reparto | No sé decir adiós    | Ganador   |

Festival Internacional de Cine de Viña del Mar
| Año  | Categoría                              | Película   | Resultado |
| ---- | -------------------------------------- | ---------- | --------- |
| 2007 | Premio PAOA al Mejor actor protagónico | Vete de mí | Ganador   |

Premios Feroz
| Año  | Categoría              | Película          | Resultado |
| ---- | ---------------------- | ----------------- | --------- |
| 2017 | Mejor actor de reparto | No sé decir adiós | Nominado  |

Premios TP de Oro
| Año  | Categoría                 | Película     | Resultado |
| ---- | ------------------------- | ------------ | --------- |
| 2002 | Mejor actor de televisión | Padre coraje | Candidato |

Premios Barcelona de Cine
| Año  | Categoría   | Película   | Resultado |
| ---- | ----------- | ---------- | --------- |
| 1991 | Mejor actor | El triunfo | Candidato |

Otros premios
- 2000 - Premio de la Radio Televisión Andaluza, al Mejor actor por Fugitivas.
- 2002 - Premio de la Radio Televisión Andaluza, al Mejor actor por Padre coraje.
- 2007 - Premio Sol del Festivalissimo de Montreal, al Mejor actor por Vete de mí.
- 2008 - Premio del Festival Iberoamericano de Cine de Ceará, al Mejor actor por Vete de mí.
- 2009 - Premio Hombres GQ, al Mejor actor por Los hombres de Paco.

Premios por toda una trayectoria
- 1993 - Premio de Cinematografía de la Junta de Andalucía "José Valdelomar".
- Avenida con su nombre en Bormujos.
- 2003 - Medalla de Andalucía.
- 2004 - Medalla de la Provincia de Sevilla.
- 2006 - Premio de Honor del II Festival de Cortometrajes Juan Antonio Bardem.
- 2006 - Premio RTVA a la Creación Andaluza.
- 2006 - Medalla de Oro al mérito en las Bellas Artes.
- 2010 - Premio "Palmera de Plata" del Festival Internacional de Cine Independiente de Elche.
- 2011 - Premio "Rabaliano del Año".
- 2015 - Medalla de Oro de la Academia de las Artes y las Ciencias Cinematográficas de España.[14]
- 2017 - Premio Ercilla[15]
- 2022 - Hijo Predilecto de Bormujos.